# Спираль (телесериал, США)
«Спира́ль» (англ. Helix) — американский фантастический телесериал, премьера которого состоялась 10 января 2014 года на кабельном телеканале Syfy.
Состоит из двух сезонов: в основе первого лежит история с вышедшим из-под контроля вирусом на частной арктической базе; в основе второго — история об эпидемии микоза в религиозной общине на изолированном острове. После второго сезона сериал был закрыт.

## Сюжет

### Первый сезон
Группу ученых из Центра по контролю заболеваниями во главе с доктором Аланом Фаррагутом направляют в Арктику, где группа других ученых попала в очень неприятную ситуацию. Опасный вирус «Нарвик» каким-то образом вышел из-под контроля, нескольких человек убил, а одного, доктора Питера Фаррагута, превратил в монстра. Перед главными героями стоит непростая задача — остановить распространение вируса в закрытом пространстве арктической лаборатории и ни в коем случае не допустить его выхода наружу.

### Второй сезон
На этот раз учёные из ЦКЗ оказываются на острове Сент-Жермен, где разбушевалась новая эпидемия, на этот раз микоза. Всё осложняется тем, что на острове живёт прячущаяся от остального мира религиозная община, в которой всем заправляет брат Майкл. Учёные немало удивляются, обнаружив среди последователей Алана, прячущегося от правосудия после событий первого сезона. Кроме того, параллельно показываются события в будущем, спустя тридцать лет, когда доктор Джулия Уокер прибывает на уже опустевший остров в поисках ответов на свои вопросы.

## Актёры и персонажи

### Основной состав
- Билл Кэмпбелл — доктор Алан Фаррагут
- Кира Загорски — доктор Джулия Уокер
- Джордан Хэйес[англ.] — доктор Сара Джордан
- Марк Ганиме — майор Сержио Баллесерос
- Хироюки Санада — доктор Хироши Хатаке
- Нил Напье — доктор Питер Фаррагут
- Мэтт Лонг — доктор Кайл Соммерс

### Второстепенный состав
- Мигвун Фэйрбразер — Дэниэл Аеров / Толук
- Кэтрин Лемье — доктор Дорин Бойл
- Нил Напье — доктор Питер Фаррагут
- Лучана Карро — Анана
- Джери Райан — Констанс Саттон
- Роберт Нэйлор — Спенсер Чиссик / Коса
- Сэверн Томпсон — сестра Энн
- Элисон Лодер — сестра Эми
- Стивен Уэбер — брат Майкл
- Шон Такер — Лэндри
- Сара Бут — сестра Оливия
- Кэмерон Бродер — Сорен
- Патриция Саммерсетт — лейтенант Уингер
- Клэр Култер — сестра Агнес

## Эпизоды
| Сезон | Сезон | Эпизоды | Оригинальная дата показа | Оригинальная дата показа |
| Сезон | Сезон | Эпизоды | Премьера сезона          | Финал сезона             |
| ----- | ----- | ------- | ------------------------ | ------------------------ |
|       | 1     | 13      | 10 января 2014           | 28 марта 2014            |
|       | 2     | 13      | 16 января 2015           | 10 апреля 2015           |

### Сезон 1 (2014)
| № общий | № в сезоне | Название                           | Режиссёр          | Автор сценария                                                | Дата премьеры   | Зрители в США (млн) |
| --- | ---------- | ---------------------------------- | ----------------- | ------------------------------------------------------------- | --------------- | ------------------- |
| 1 | 1          | «Пилотная серия» «Pilot»           | Джеффри Рейнер    | Кэмерон Порсанде                                              | 10 января 2014  | 1.82                |
| Команда учёных во главе с Аланом Фаррагутом прибывает в засекреченную Арктическую лабораторию для расследования возможной вспышки смертоносной эпидемии, где один из заразившихся - брат Адама, Питер. Хоть команде обещают открытый доступ к данным, что-то сразу же идет не так: в своих видеозаписях Питер оставляет подсказки, требующие бежать отсюда, и упоминая некую белую комнату, а некоторые зоны лаборатории пытаются скрыть от ученых. Пока тела остальных заразившихся буквально растворяются, Питер получает нечеловеческую силу и сбегает в вентиляцию, разорвав голыми руками металл. Алан преследует его и находит тело одного из охранников без руки. На Дорин нападает одна из содержащихся в закрытой зоне обезьян, существование которых отрицалось. Джулия (бывшая девушка Алана) и Сара (влюбленная в него студентка) вычленяют из клеток один из старых вирусов, считающихся вымершими. Сержио, отправляя данные за пределами станции, находит обледеневшие тела остальных сбежавших обезьян, впрочем, он скрывает эту информацию от остальной группы, так как тайно сотрудничает с главой станции доктором Хироши. Неизвестный вирус не похож ни на что, с чем наука сталкивалась раньше, и все на базе буквально оказываются на грани жизни и смерти. Питер использует руку мертвого охранника, чтоб войти в общую зону и заразить нескольких ученых на базе. |            |                                    |                   |                                                               |                 |                     |
| 2 | 2          | «Переносчик» «Vector»              | Брэд Тернер       | Кит Хафф                                                      | 10 января 2014  | 1.82                |
| Доктор Алан Фаррагут со своей командой продолжает работу по выделению вируса, чтобы остановить эпидемию и спасти жизни пациентов. Пострадавших от нападения Питера изолируют, пытаясь найти трех сбежавших. Одна из них выходит на Дорин, упоминая эксперименты в белой комнате и говоря о себе во множественном числе, пытаясь атаковать ее. Между Аланом и Джулией нарастает непонимание на почве их прошлых отношений, разрушившихся из-за измены. Джулия находит что-то странное на видео Питера и впервые слышит название "Нарвик" для неизвестного вируса. Питер нападает на Сару и похищает морфий, а после атакует Сержио в вентиляции. Джулия повторяет эксперименты Питера с двумя штаммами "Нарвика", смертельным (А) и не смертельным, но вызывающим агрессию (Б). Задержанные в изоляторе бунтуют и предпринимают удачную попытку побега. Один из ученых пытается покинуть базу на снегоходе, но Сержио убивает его. Оказывается, Хироши тоже чем-то заражен, но это не похоже на "Нарвик". Питер нападает на Джулию и инфицирует ее. |            |                                    |                   |                                                               |                 |                     |
| 3 | 3          | «274» «274»                        | Стивен А. Эделсон | Миша Грин                                                     | 17 января 2014  | 1.34                |
| Джулия не помнит о случившемся накануне и не уверена в своем заражении. Алан сталкивается с Питером, который просит о помощи. Его и остальных помещают в изолятор на нижнем уровне базы. Джулия и Сара усиленно работают над созданием теста для определения зараженных. Кто-то похищает обезьяну, которую исследовала Дорин, и Сержио отводит ее к заледеневшим останкам за новым образцом. Дорин сомневается, что он тот, за кого себя выдает. Сара создает флуоресцентный тест, по результатам которого Джулия не заражена. Опыты Дорин приводят к неожиданным результатам, но Сержио убеждает ее пока никому не говорить об этом. Алан узнает о существовании некоторого экспериментального лекарства под названием "Содра" с высоким уровнем излечения, но так же и с высокой смертностью. Тест проходят все ученые на базе, по его результатам зараженных отделяют на нижний уровень R. Сара показывает некоторые признаки заражения, ее тест отрицательный. Джулия признается, что заражена, и остается на нижнем уровне, чему неожиданно сильно противится Хатаки. Чтоб установить контроль над ситуацией, Алан приказывает запечатать уровень и обратиться к военным за помощью. Джулия обнаруживает, что ее результат ее теста был ошибочным. Она пытается сообщить Алану об ошибке, но в этот момент на станции происходит устроенный Сержио взрыв, отключающий узел связи. |            |                                    |                   |                                                               |                 |                     |
| 4 | 4          | «Одиночная цепь» «Single Strand»   | Дуан Кларк        | Рассказ: Кэмерон Порсанде Телесценарий: Хавьер Грильо-Марксуа | 24 января 2014  | 1.39                |
| Запертые внизу в карантине решают бойкотировать остальную станцию, отключив кислород. Один из докторов на станции с отрицательным тестом на вирус приходит за помощью к Саре, проявляя первые признаки заражения. В то время Сара чувствует себя хуже из-за прогрессирующего у нее рака, который она скрывает. Алан решает использовать на Питере "Содру". Сержио говорит Дорин, что он на самом деле прибыл сюда из Пентагона в поисках нелегальных разработок, его диалог с Дорин наводит ее на пару мыслей относительно вируса. На уровне R Джулия обзаводится подругой Джей. Сара рассказывает Алану о своем нерабочем тесте, но умалчивает о как минимум одной зараженной на их уровне. Питер приходит в себя, Алану удается с ним недолго поговорить. Вопреки первоначальным заявлением о важности работы Питера, тот говорит, что не вел здесь серьезных разработок, а так же упоминает об интересе Хатаки к Джулии. Саре становится хуже и она использует морфий. Джулия обнаруживает настенную детскую запись своих инициалов и понимает, что уже была здесь когда-то, но она этого не помнит. Хатаки спускается на нижний уровень и вместо переговоров убивает главных из бунтарей, охраняющих кислородный насос. После новых опытов Дорин приходит к мысли, что цель вируса - совершенно новая цепочка ДНК в клетках, эволюция. Сержио убивает ее, обставив все как несчастный случай. Хатаки беспрепятственно проходит мимо агрессивных зараженных, не нападающих на него. |            |                                    |                   |                                                               |                 |                     |
| 5 | 5          | «Белая комната» «The White Room»   | Дуан Кларк        | Миша Грин                                                     | 31 января 2014  | 1.13                |
| Сержио уничтожает оставшихся в леднике обезьян и отправляет тайный запрос об эвакуации, но неизвестные требуют доставить им неизвестного доктора Хвита, имя которого отсутствует в базе данных. Хатаки имитирует ранение от заговорщиков чтобы втереться в доверие к Джулии, но почему-то не знает Джей. Алан работает над улучшением "Содры" ради Питера и обнаруживает тело Дорин. Он уверен, что было убийство, но не может доказать это, так как записи камер наблюдения удалены, что мог сделать или Хатаки или глава службы охраны Дэниэл. Сержио узнает, что Хвита много лет никто не видел и что он содержится в "белой комнате", но не может сказать, что это за место. При вскрытии Дорин Алан обнаруживает след от укола. Алан замечает, что Сара приняла наркотики и недоволен этим. Сержио сопровождает Алана в поиске объекта работы Дорин, мастерски запутывая карты и переводя все на Хатаки и Хвита, заставляя теперь Алана искать Хвита и испытывать больше недоверия к станции. Джулия и Джей сопровождают Хатаки по этажу, по пути немного сближаясь с Хатаки. Не имея возможности никак больше помочь, Сара ставит зараженной смертельный укол морфия по ее просьбе. Алан и Дэниэл проводят обыск в комнате Сержио и обнаруживают там взрывчатку и исследования Дорин с последующей передачей данных неизвестным лицам. Сержио отправил сообщение, что уже нашел доктора Хвита, что побуждает Дэниэла проверить хранилище за пределами базы и как раз выдать его местоположение Сержио: Хвит давно мертв, а его голова хранится в герметичной колбе. На месте его эвакуации Дэниэл ранит Сержио ледорубом и бросает того на улице, затем возвращая голову Хвита в хранилище. Джулия обнаруживает, что Джей на самом деле ее галлюцинация. Алан примиряется с Сарой, но она умалчивает о серьезности своего заболевания, сводя это к тяжелым мигреням. Питеру неожиданно становится лучше. |            |                                    |                   |                                                               |                 |                     |
| 6 | 6          | «Родство» «Aniqatiga»              | Майк Рол          | Адам Лэш и Кори Утида                                         | 7 февраля 2014  | 1.33                |
| Джулия глубже погружается в свои галлюцинации, в то время как рана Хатаки неимоверно быстро излечилась. Алан и Сара спускаются на уровень R вне распоряжений о безопасности и сразу же сталкиваются с зараженными, вызволить Джулию не удается. Раненого Сержио спасает неизвестная девушка, представившаяся как Анана, офицер ближайшего поселения: она хочет узнать о базе, экспериментах и пропажах детей в радиусе вокруг базы. Алан и Сара повторяют опыты Дорин и обнаруживают, что холод замедляет вирус, что можно использовать и для людей. Алан решается на экстремальную криотерапию для улучшения состояния Питера и это срабатывает. Хатаки возвращается наверх, принимаясь наводить порядки. Пытаясь сбежать, Сержио нападает на приехавшего в Анане Даниэля, но оказывается, что это младший брат Ананы Тулок, как две капли воды похожий на Дэниэля. Дэниэля же на самом деле зовут Микса и он был похищен в четырехлетнем возрасте. К базе прилетают черные вертолеты корпорации "Иллария". Хатаки втайне ото всех излечивает Уокер - она приходит в себя и ее глаза меняются так же, как и у Хатаки. |            |                                    |                   |                                                               |                 |                     |
| 7 | 7          | «Нулевой выживший» «Survivor Zero» | Майк Рол          | Шон Крауч                                                     | 14 февраля 2014 | 1.17                |
| На базу прибывает Констанс Саттон, старший офицер корпорации. Она обещает полную поддержку, в том числе помочь забрать Джулию из уровня R, на самом деле планируя уничтожить всех на базе по завершении работы Алана, чему противится Хатаки. Алан не доверяет Саттон и планирует скрыть от нее лекарство, когда таковое будет. Джулия обнаруживает, что ее серые глаза отпугивают носителей вируса. Саттон пытается настроить Дэниэля против Хатаки. Анана везет Сержио обратно к базе, планируя проникнуть внутрь с его помощью. Оказывается, что Саттон так же является обладательницей таинственных серых глаз. К тому же Саттон ведет двойную игру: именно она наняла Сержио для поиска информации против Хатаки. Хатаки делает все, чтобы защитить Уокер от наёмников корпорации, спускающихся за ней вместе с Аланом. Он убеждает Джулию уйти с ним, говоря, что Саттон убьет ее, и тайно выводит ее наверх. Анана убеждает Дэниэля в своей правоте, оба приходят за ответами к Хатаки. Алан наконец-то встречается с Джулией и видит ее изменившиеся глаза. |            |                                    |                   |                                                               |                 |                     |
| 8 | 8          | «Родословная» «Bloodline»          | Брэдли Уолш       | Марк Томас Хаслетт                                            | 21 февраля 2014 | 1.48                |
| Алан убеждает Джулию держать свое выздоровление в тайне чтобы избежать паники среди людей, но Саттон находит ее первой, объявляя ее лечение интеллектуальной собственностью "Илларии" и угрожая забрать Джулию с собой. Алан и Сара не находят в крови Джулии никакой реакции на вирус, что делает ее бесполезной для изучения и приближения к поиску лекарства. Джулия сбегает через вентиляцию и помогает Хатаки освободиться. Алан и Сара сбегают из-под контроля Саттон, но та шантажирует их убийством Питера. Сержио помогает Анане покинуть базу. Хатаки продолжает защищать и прятать Джулию, называя ее "нулевым пациентом". Тут же открывается и еще одна тайна: на старом снимке изображены Хатаки и Джулия в эпизоде ее детства, хоть Хатаки выглядит совершенно не изменившимся. Зараженные нападают снова, похищая тело Питера. Саттон готовится отправить Джулию в "Илларию", но Хатаки вступает в конфронтацию с Саттон, смещает солдат "Илларии" и возвращает себе контроль над станцией. Даниэль говорит, что никогда не простит Хатаки. Хатаки помещает голову Саттон в хранилище за пределами базы, где ранее находилась голова Хвита. |            |                                    |                   |                                                               |                 |                     |
| 9 | 9          | «Уровень X» «Level X»              | Брэдли Уолш       | Шон Крауч                                                     | 28 февраля 2014 | 1.28                |
| Алан узнает о хранилище вирусов на базе, подуровне Х, куда сейчас сбежали зараженные с уровня R и где находятся оригинальные образцы вируса, созданные Хатаки. Он предупреждает команду, что "Иллария" вернется с армией. Зараженные демонстрируют признаки поведения роя и каким-то образом возвращают к жизни Питера в качестве своего лидера с помощью черной жидкости. Алан разрабатывает план снизить температуру на уровне Х чтобы обездвижить зараженных, но кто-то до них уже украл образцы. В это время Сержио сбегает из-под заключения и спасает деревню Ананы от отряда чистильщиков с помощью Дэниэля. Джулия обнаруживает еще одну лестницу вниз со своими инициалами рядом и решает спуститься. Комната, которую она там обнаруживает, оказывается копией комнаты из ее летнего дома в Монтане. Саре становится плохо, она принимает Хатаки за Алана и говорит о своей неизлечимой онкологии. Джулия разговаривает с Хатаки начистоту: на самом деле ее летний отдых был наведенным воспоминанием, Джулия с детства росла на станции, а Хатаки - ее отец. Образцы же вируса похищены одним из помогающих Алану ученых доктором Эдрианом, занимающийся криоразработками. |            |                                    |                   |                                                               |                 |                     |
| 10 | 10         | «Загадка» «Fushigi»                | Джеремайя Чечик   | Миша Грин                                                     | 7 марта 2014    | 1.28                |
| Джулия и Алан направляются к старой заброшенной спутниковой станции "Эшелон", откуда доктор Эдриан пытается вывезти образцы. Джулия посылает сигнал о помощи, но рация разбита неизвестным снайпером. Им удается уйти вглубь туннеля под станцией, где они находят странного скованного человека по имени Гунер, с такими же серебристыми глазами. По его словам, он здесь уже 29 лет, а когда он просит освободить себя - то подразумевает под этим смерть. Дэниэл преследует одного из сбежавших чистильщиков и спасает Алана и Джулию. Они уничтожают последние образцы вируса, но на самом деле Джулия прячет их у себя. Сара усердно изучает кровь Джулии и приходит к выводу, что ее спинно-мозговая жидкость способна излечить рак, но не успевает провести полноценные тесты и впадает в кому. По словам Хатаки, существует 500 бессмертных управленцев "Илларии", и что Гунер был виновен в смерти матери Джулии, за что Хатаки отплатил ему тюремным заключением. |            |                                    |                   |                                                               |                 |                     |
| 11 | 11         | «Черный дождь» «Black Rain»        | Джеремайя Чечик   | Тиффани Грешлер и Хавьер Грилло-Марксуа                       | 14 марта 2014   | 1.18                |
| Из-за отсутствия Саттон "Иллария" предупреждает о вступающем в силу протоколе уничтожения через шесть часов. Саре проводят указанную ею операцию, ее опухоль излечивается. Зараженные похищают людей, используя ловушки и приманки, что свидетельствует об их эволюции и о скорой координированной атаке на оставшихся в живых с использованием оружия. Хатаки минирует станцию и предлагает взорвать ее, а потом спуститься в засекреченный бункер, ту самую комнату Джулии, что вызывает резкий негатив у Дэниэла, ощущающего себя преданным. У Джулии есть идея по синтезированию лекарства из "Нарвика" и своей крови, чтоб заставить вирус уничтожить себя. Хатаки и Джулия спускаются к зараженным и поочередно вводят им лекарство, включая Питера. Солдаты "Илларии" атакуют базу во главе с человеком по имени Серп, худшим из бессмертных по словам Хатаки. У Сары проявляются симптомы серебряных глаз. План взрыва базы проваливается. |            |                                    |                   |                                                               |                 |                     |
| 12 | 12         | «Жатва» «The Reaping»              | Брэд Тернер       | Рассказ: Адам Лэш и Кори Утида Телесценарий: Кэмерон Порсанде | 21 марта 2014   | 1.24                |
| Лечение Сары сделало ее такой же бессмертной, она оценивает перспективы своей ближайшей тысячи лет. Сержио эвакуирует жителей деревни - он вынужден покинуть их по требованию Тулона. Алан, Хатаки, Уокер и Дэниел готовят ловушку, в которой погибает одна из солдат Серпа. Серп, сын Саттон, намерен отомстить Хатаки за смерть матери. Он похищает Джулию в лифте и присылает Хатаки ее палец, требуя сдаться. Алан и Питер готовятся заполнить вентиляцию газом, но в последний момент Хатаки отказывается от этого плана и сдается. Дэниэл, испытывая кризис из-за усложнившихся отношений с Хатаки, похищает вирус и идет на обмен к Серпу. Серп заставляет Хатаки выбирать между жизнью Джулии и Дэниэла, но Дэниэл сам жертвует собой. Существо в контейнере, которое привез с собой Серп, оказывается матерью Джулии. |            |                                    |                   |                                                               |                 |                     |
| 13 | 13         | «В тени» «Dans L'ombre»            | Брэд Тернер       | Рассказ: Эд Дектер Телесценарий: Стивен Маеда                 | 28 марта 2014   | 1.38                |
| Алан узнает, что "Нарвик" уже как-то покинул пределы базы и распространился по отдельному острову в качестве демонстрации. Анана ищет Сержио в снежной пустыне, но он уже вернулся на базу за списком похищенных Хатаки детей. Он отрицает свою работу на "Илларию" и свою причастность к похищению вируса. Хэвин, врач-гематолог, обнаруживает в крови Сары признаки рака, но затем оказывается, что она беременна. Питер остается приглядывать за Серпом, и оказывается предателем: именно Питер контрабандировал вирус с базы, а теперь он отпускает Серпа и имитирует его побег. Мать Джулии приходит в себя. Серджио приводит инуитов на подмогу для эвакуации с базы., которую взрывает Серп. В послевзрывной суматохе Серп убивает мать Джулии и забирает с собой саму Джулию. Она успевает оставить ему одну колбу, делая невозможным использование вируса. Спустя больше 200 дней Алан и Питер выслеживают "Илларию" в Париже - пока они считают ее пленницей, Джулия является одним из председателей корпорации. |            |                                    |                   |                                                               |                 |                     |

### Сезон 2 (2015)
| № общий | № в сезоне | Название                                    | Режиссёр           | Автор сценария                 | Дата премьеры   | Зрители в США (млн) |
| --- | ---------- | ------------------------------------------- | ------------------ | ------------------------------ | --------------- | ------------------- |
| 14 | 1          | «Сан-Хосе» «San Jose»                       | Стивен А. Эделсон  | Стивен Маеда                   | 16 января 2015  | 1.00                |
| Питер, Сара и доктор Кайл Соммерс едут на остров Сент-Жермен, где вспыхнула новая болезнь. Между тем Джулия едет на тот же самый остров и оказывается захвачена таинственным человеком, который неоднократно спрашивает её, «Ты знаешь дорогу до Сан-Хосе?». Позже показано, что Джулия находится на острове спустя 30 лет после прибытия Питера, Сары и Кайла, и ей показывают могилу Алана возле руин базы. |            |                                             |                    |                                |                 |                     |
| 15 | 2          | «Воссоединение» «Reunion»                   | Стивен А. Эделсон  | Тимоти Дж. Лиа                 | 23 января 2015  | 0.70                |
| В то время как команда ЦКЗ продолжает исследовать остров, появляется больной ребенок. После удивительного исцеления ребенка, Джордан подозревает, что с общиной что-то не так. Между тем, в будущем, Уокер и Калеб раскапывают могилу Алана и делают открытие. |            |                                             |                    |                                |                 |                     |
| 16 | 3          | «Побег» «Scion»                             | Джеримайя С. Чечик | Эллисон Миллер                 | 30 января 2015  | 0.63                |
| Инфекция в общине становится все более опасной, что вынуждает Алана взять ситуацию в свои руки. Сара и Питер узнают, что зараженные люди бродят по острову. Детям общины дают препарат, и под его влиянием они нападают на Кайла. В будущем Уокер встречается с Хатаке. |            |                                             |                    |                                |                 |                     |
| 17 | 4          | «Наследие» «Densho»                         | Джеримайя С. Чечик | Тиффани Грешлер                | 6 февраля 2015  | 0.48                |
| Майкл пытается сохранить аббатство под контролем, в то время как команда ЦКЗ близка к обнаружению источника возбудителя. Алан борется с желанием воссоединиться со своими бывшими коллегами. В будущем Уокер идет на риск, пытаясь сбежать от помутившегося рассудком Хатаке. |            |                                             |                    |                                |                 |                     |
| 18 | 5          | «Ублиет» «Oubliette»                        | Грант Харви        | Ли Дэна Джексон                | 13 февраля 2015 | 0.44                |
| Питер раскрывает секрет его брата, отчего у них обоих появляются проблемы, в то время как Кайл пытается изолировать сад и заражённый улей. |            |                                             |                    |                                |                 |                     |
| 19 | 6          | «Яблоня домашняя» «M. Domestica»            | Грант Харви        | Хавьер Грильо-Марксуа          | 20 февраля 2015 | 0.47                |
| Команда ЦКЗ вынуждена работать вместе, когда новая вспышка возбудителя инфекции угрожает полностью разрушить аббатство. |            |                                             |                    |                                |                 |                     |
| 20 | 7          | «Перекрёстное опыление» «Cross Pollination» | Стивен А. Эделсон  | Адриа Лэнг                     | 27 февраля 2015 | 0.46                |
| На острове дела идут всё хуже и хуже. В будущем Уокер отправляется в Сент-Жермен, узнав о брате Майкле и его способе обеспложивания растений. |            |                                             |                    |                                |                 |                     |
| 21 | 8          | «Иди с миром» «Vade in Pace»                | Стивен А. Эделсон  | Бобак Эсфарджани               | 6 марта 2015    | 0.52                |
| Береговая охрана во главе с лейтенантом Уингер прибывает на остров, чтобы переместить команду ЦКЗ на другой остров, где они могли бы разобраться с новой вспышкой возбудителя. Тем временем сестра Эми решает раз и навсегда покончить с братом Майклом и его планами. |            |                                             |                    |                                |                 |                     |
| 22 | 9          | «Эктогенез» «Ectogenesis»                   | Джеримайя С. Чечик | Тимоти Дж. Лиа                 | 13 марта 2015   | 0.55                |
| Уокер и Баллесерос прибивают в аббатство, в то время как Алан, Кайл и лейтенант Уингер бродят в лесу в поисках дерева с красным соком, который может стать лекарством от возбудителя. |            |                                             |                    |                                |                 |                     |
| 23 | 10         | «Мать» «Mother»                             | Джеримайя С. Чечик | Тиффани Грешлер                | 20 марта 2015   | 0.57                |
| В аббатстве сестра Эми заключает с Уокер и Джордан сделку ради бессмертия, а в лесу всё активнее идут поиски «кровоточащего дерева», поскольку теперь заражён Кайл. |            |                                             |                    |                                |                 |                     |
| 24 | 11         | «План Б» «Plan B»                           | Джефф Ренфро       | Ли Дэна Джексон и Адриа Лэнг   | 27 марта 2015   | 0.52                |
| Уокер готовится к имплантации ребенка Джордан в Эми, а военно-морской флот готовится к реализации «плана Б», предполагающему полное уничтожение любой жизни на острове, чтобы не позволить вирусу и его носителям покинуть Сент-Жермен. |            |                                             |                    |                                |                 |                     |
| 25 | 12         | «Преемние» «The Ascendant»                  | Джеримайя С. Чечик | Тиффани Грешлер                | 3 апреля 2015   | 0.54                |
| В то время как Кайл и Джордан пытаются сбежать с острова от открывших на них охоту последователей, во главе которых встал Питер, воодушевлённый сестрой Энн, Алан и Уокер ищут Мать, с корнем которой Уокер могла бы противостоять смертельному плану «Илларии». |            |                                             |                    |                                |                 |                     |
| 26 | 13         | «О храбрый новый мир» «O Brave New World»   | Стивен А. Эделсон  | Стивен Маеда и Тиффани Грешлер | 10 апреля 2015  | 0.44                |
| Отношения Алана и доктора Уокер достигают кровавой развязки, а его братская вражда с Питером вспыхивает пламенем. Кайл делает все возможное, чтобы защитить возможное лекарство от микоза. |            |                                             |                    |                                |                 |                     |